# IC 1178
IC 1178 ist eine elliptische Galaxie vom Hubble-Typ E/S0 im Sternbild Herkules am Nordsternhimmel. Sie ist schätzungsweise 456 Millionen Lichtjahre von der Milchstraße entfernt und hat einen Durchmesser von etwa 135.000 Lichtjahren. Die Galaxie ist Mitglied des Herkules-Galaxienhaufens Abell 2151 und bildet gemeinsam mit IC 1181 das Galaxienpaar Arp 172. 
Halton Arp gliederte seinen Katalog ungewöhnlicher Galaxien nach rein morphologischen Kriterien in Gruppen. Diese Galaxie gehört zu der Klasse Galaxien mit diffusen Gegenarmen.
Im selben Himmelsareal befinden sich u. a. die Galaxien NGC 6047, NGC 6050, IC 1183, IC 1185.
Das Objekt wurde am 3. Juni 1888 vom US-amerikanischen Astronomen Lewis Swift entdeckt.